# Riesenweber
Der Riesenweber (Ploceus grandis, Syn.: Hyphantornis grandis) zählt innerhalb der Familie der Webervögel (Ploceidae) zur Gattung der Ammerweber (Ploceus).
Der lateinische Artzusatz kommt von lateinisch grandis ‚groß‘.
Der Vogel ist endemisch auf São Tomé.
Das Verbreitungsgebiet umfasst tropische oder subtropische feuchte Tieflandwälder und Plantagen.

## Merkmale

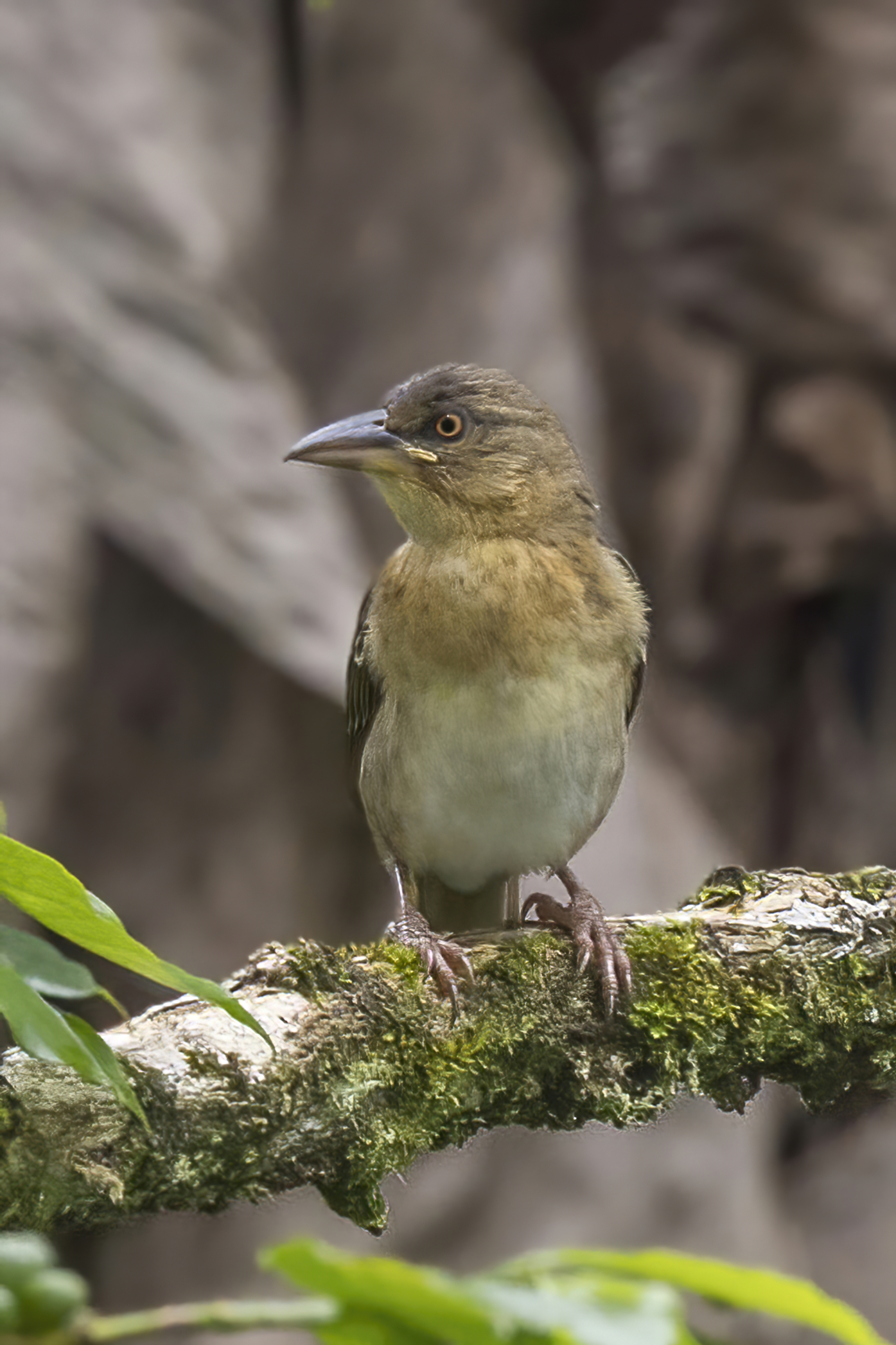
Weibchen

Die Art ist 22 cm groß und wiegt zwischen 62 und 65 g. Es handelt sich um einen sehr großen, stämmig wirkenden Webervogel. Das Männchen hat einen schwarzen bis braunen Kopf einschließlich der Kehle, der Schnabel ist schwärzlich, die Iris gelb. Der Nacken mit breitem Halsband und Brustband ist kastanien- bis rotbraun, die Unterseite goldgelb, die Flügeldecken gelblich in zart gelb gestreiftes Braun übergehend. Der Schwanz ist bräunlich.
Die Art ist monotypisch.

## Stimme
Der Gesang des Männchens wird als Schnattern mit pfeifendem "pche pche pche pche pche pche" beschrieben.

## Lebensweise
Die Nahrung besteht hauptsächlich aus Grassamen, Nüssen (Kokosnüsse), Früchten der Ölpalmen, Papaya und Wolfsmilchgewächsen.
Die Brutzeit liegt zwischen Dezember und Januar.
Riesenweber sind monogam und brüten nicht in Kolonien. Im Gegensatz zu anderen Webervögeln können sie wie Baumläufer oder Kleiber auf Bäumen und Ästen klettern.

## Gefährdungssituation
Der Bestand gilt als potentiell gefährdet (near threatened).